# Ісраель Вальдман
Ісрае́ль Ва́льдман (1881, Чортків —  1940, Єрусалим) — єврейський політичний та суспільний діяч.
Урядом ЗУНР 8 жовтня 1922 року був призначений уповноваженим до справ єврейського населення Східної Галичини. 